# Moussa Traoré
Moussa Traoré (Kayes, 25 de septiembre de 1936 - Bamako, 15 de septiembre de 2020) fue un militar y político maliense que ejerció la jefatura de estado de su país entre 1968 y 1991, instaurando un represivo régimen militar, que posteriormente devino en una dictadura de partido único, que duró más de dos décadas. Fue depuesto en 1991.

## Biografía

### Primeros años
Nació en Kayes el 25 de septiembre de 1936. Moussa Traoré hizo sus estudios en la escuela primaria en Kati antes de continuar en la Escuela preparatoria de oficiales de Ultramar en Fréjus (Francia). Volvió a Malí en 1960 en el momento de su independencia.
Fue nombrado teniente en 1963. Se trasladó a Tanganika (actual Tanzania) en calidad de instructor tras los combates de los movimientos de liberación. Después de esto, fue nombrado instructor en la Escuela militar de Kati.

### Golpe de Estado y presidencia
El 19 de noviembre de 1968, participa en Malí en un golpe de Estado que hace caer al presidente Modibo Keïta, así se convierte en el presidente del Comité militar de liberación nacional, y más tarde en jefe de Estado.
Poco después, todas las actividades políticas fueron prohibidas. Se instaura un régimen militar bajo la dirección del capitán Tiécoro Bagayolo. En las escuelas hay agentes de vigilancia para supervisar las clases de los profesores, pues el medio escolar y universitario es en su mayoría hostil al régimen.
El socialismo económico del antiguo presidente Modibo Keïta es abandonado.
Entre 1972 y 1973, una sequía importante afecta el país. La ayuda internacional llega pero el dinero es malversado. En 1974, hace adoptar su constitución con la que crea la Segunda República de Malí. En 1977, el antiguo presidente Modibo Keita muere de forma sospechosa durante una detención, tras lo cual hay una gran movilización popular. Centenares de malienses asisten al enterramiento. El régimen militar reacciona violentamente procediendo a numerosas detenciones.
El 28 de febrero de 1978, Moussa Traoré hace detener a Tiécoro Bagayoko y a Kissima Doukara, respectivamente director de la Seguridad Nacional y Ministro de la Defensa, a los cuales acusa de preparar un complot.
Propone ir hacia una obertura política con lo que obtiene el apoyo de ciertos intelectuales como Alpha Oumar Konaré quien acepta el puesto de Ministro de las artes y la cultura durante unos cuantos años. En 1979, crea la Unión Democrática del Pueblo Maliense, es el partido único junto con el partido de la Unión Nacional de las Mujeres de Malí y la Unión Nacional de los Jóvenes de Malí, organizaciones a las que toda mujer y joven debían adherirse. En 1980, las manifestaciones de estudiantes son reprimidas. Su líder es Abdoul Karim Camara, llamado «Cabral» (muerto bajo tortura). 
En 1990, se crea el Congreso nacional de iniciativa democrática (CNID) gracias al abogado Mountaga Tall y la alianza por la democracia de Malí (ADEMA) por Abdramane Baba. Estas dos asociaciones junto con la asociación de estudiantes (AEEM) y la Asociación malí de derechos del hombre (ADHM) combaten el régimen de Moussa Traoré y exigen el multipartidismo.
El 22 de marzo de 1991, un alzamiento popular es reprimido con dureza, sin embargo, cuatro días después, el 26 de marzo, un golpe de Estado militar hace caer a Moussa Traoré. Se instaura un comité de Transición por la Salud del Pueblo con Amadou Toumani Touré en cabeza.
En 1992, Moussa Traoré es condenado a muerte por la muerte de más de 300 manifestantes. Es de nuevo condenado a muerte junto a su esposa Mariam Traoré en 1999 por crímenes económicos, por la malversación de varios cientos de millones de francos CFA. Estas condenas a la pena capital serán rebajadas a cadena perpetua por el presidente Alpha Oumar Konaré en 1999. El 29 de mayo de 2002 en nombre de la reconciliación nacional fueron exonerados ambos, aunque inicialmente Traoré rechazo el indulto basándose en que todas sus propiedades habían sido saqueadas.

## Post liberación
Moussa Traoré vivía desde su liberación en una gran villa en el distrito Djikoroni-Para de Bamako, ofrecida por el gobierno de Mali. En 2013 aceptó una entrevista después de permanecer en la sombra desde el año 2002. Desde su villa continuó jugando el papel de mediador en la política de Malí.
El Movimiento patriótico por la renovación (MPR) es un partido político maliense que se atribuye la herencia de Moussa Traoré.
| Predecesor: Modibo Keïta | Presidente de Malí 1968-1991 | Sucesor: Amadou Toumani Touré |